# Oliveblad
Oliveblad (även Oliweblad) var en svensk adelsätt.
Som stamfader för ätten uppger Gabriel Anrep Clement Hansson Skrivare till Wårby, som skulle ha varit Gustav Vasas sekreterare. Anrep uppger att Gustav Vasa skulle ha bestämt en sköld åt honom men avlidit innan adelskapet förlänats. Hustrun skulle enligt samma källa ha varit en syster till en Carl Andersson som adlats med ett salviablad som sköldemärke. De hade två söner, Ivar korgen och Måns Clementsson vilka adlades för faderns förtjänster 1576 med namnet Oliveblad. Ätten introducerades på nummer 178 år 1632. Ivar korgen Clementsson fick inga barn som är kända av Anrep.
Måns Clementsson Oliveblad skrev sig till Wårby (Vårby). Enligt Anrep var han gift med Elisabeth Thuresdotter Stålarm, vars mor hette Margareta Bertilsdotter Mjödhund. Johannes Bureus uppger å sin sida att hustrun hette Malin Bertilsdotter, och var dotter till borgmästaren Bertil Larsson i Gävle stad och Malin Jakobsdotter ([Grubb). Anrep uppräknar tre barn till Måns Clementsson. Äldsta dottern Anna Oliveblad var gift med apotekaren Stefan Wilhelmsson Lemnius. Om yngsta barnet Johan Oliveblad har han inga uppgifter.
Äldste sonen Hans Oliveblad till Wårby var statsöverste i Stockholm, häradshövding i Sjuhundra och överstelöjtnant i ett regemente för fotfolk. Hans hustru var Elin Skytte af Sätra, dotter till Lars Bengtsson Skytte och Anna Posse född i adelsättn Posse. Två döttrar gifte sig med var sin bror, landshövdingen Håkan och översten Bertil Nilsson Skytte, vilka var kusiner till deras mor. Deras ende bror Magnus Oliveblad till Wårby var major och gift med Catharina Appelgren. De senares döttrar gifte sig Löfling och Geete, yngste sonen kaptenlöjtnant Carl Oliveblad stupade vid slaget vid Kliszów, och äldste sonen kornetten vid Livregementet Johan Magnus Oliveblad avled ogift i Riga 1701. Fadern Magnus Oliveblad var därmed den siste på svärdssidan av ätten, som han slöt 1706. Han är begraven i Botkyrka kyrka.